# Aapko Pehle Bhi Kahin Dekha Hai
Aapko Pehle Bhi Kahin Dekha Hai (em hindi: आपको पहले भी कहीं देखा है) é um filme de Bollywood lançado em 2003. Com direção de Anubhav Sinha e produção de Bhushan Kumar, estrelam Priyanshu Chatterjee e Sakshi Shivanand como protagonistas.

## Enredo
Um policial vai a Calgary, procurar por um criminoso, onde se apaixona por uma filha de um empresário indiano bem-sucedido, mas o seu pai protetor leva um tempo para aceitar seu futuro genro.

## Trilha sonora
O álbum apresenta 12 canções originais compostas pela dupla Nikhil-Vinay. O álbum recebeu revisão positiva especialmente "Aapki Yaad Aaye To", "Aapko Pehli Bhi Kahin Dekha Hai" e "Kabhie Khan Khan". Harshdeep Kaur fez sua estréia na indústria cinematográfica de Bollywood como cantora de playback hindi em Sajna Main Haari.
| N.º | Título                            | Cantor(es)                            | Duração |  |
| 1.  | "Baba Ki Rani Hoon"               | Alka Yagnik                           |         |  |
| 2.  | "Barsaat"                         | Udit Narayan                          |         |  |
| 3.  | "Kuch Bhi Na Kaha"                | Sonu Nigam, Anuradha Paudwal          |         |  |
| 4.  | "Aisi Aankhen Nahi Dekhin"        | Jagjit Singh, Asha Bhosle             |         |  |
| 5.  | "Dil Gaya Kaam Se"                | Alisha Chinai                         |         |  |
| 6.  | "Kabhie Khan Khan"                | Alka Yagnik, Udit Narayan, S.Shailaja |         |  |
| 7.  | "Sajna Main Haari"                | Harshdeep Kaur                        |         |  |
| 8.  | "Ishq To Jaadoo Hai"              | Sonu Nigam, Alisha Chinai             |         |  |
| 9.  | "Aapko Pehli Bhi Kahin Dekha Hai" | Alka Yagnik, Udit Narayan             |         |  |
| 10. | "Aapki Yaad Aaye To (Happy)"      | Sonu Nigam, Anuradha Paudwal          |         |  |
| 11. | "Aapki Yaad Aaye To"              | Harshdeep Kaur                        |         |  |
| 12. | "Chhote"                          | Sonu Nigam                            |         |  |